# 일신석재
일신석재(Ilshin Stone Co. Ltd.)는 대한민국의 석산 개발, 광산개발 및 건축 석재 가공 및 판매 기업이다. 본사는 서울시 강동구 성내로 19 서경빌딩 6층에 위치해 있으며 대표이사는 조용철, 이용재이다. 1986년에 상장되었다. 건축석 판매 등과 석공사 시공 등의 사업을 영위한다.

## 소유
통일교 재단이 선원건설로부터 장외거래를 통해 취득, 총 43.03%의 지분을 확보했다.

## 같이 보기
- 통일교

## 참고문헌
1. ↑  남북경협주 일신석재, 북측 이산가족 방문 초청 소식에 강세, 이투데이, 2023년 2월 13일
2. ↑  일신석재, 경기 가평 천지선학원의 석재공사 650억 규모 수주, 비즈니스포스트, 2020년 7월 29일
3. ↑  일신석재, 북미 정상회담 도운 대북협상가 발탁...미 정책주 부각 20%대 급등, 와이드경제, 2024.11.25
4. ↑  통일교 재단, 일신석재 지분 43.03% 확보, 매일경제,  2007년 5월 28일